# Har Jicpor
Har Jicpor (hebrejsky:הר יצפור) je hora o nadmořské výšce 475 metrů v severním Izraeli, v pohoří Gilboa.
Leží v střední části pohoří Gilboa, cca 8 kilometrů západně od města Bejt Še'an a 2 kilometry severozápadně od vesnice Ma'ale Gilboa. Má podobu výrazného návrší s převážně zalesněnou vrcholovou partií. Východně od vrcholku vede lokální silnice 667. Dál východním směrem terén prudce klesá, vesměs po odlesněných svazích, do zemědělsky využívaného Bejtše'anského údolí, kam odtud klesají také vádí Nachal Gefet a Nachal Jicpor. Na jih odtud stojí sousední vrchol Micpe Gilboa, na severní straně je to vrch Har Achina'am, na severovýchodě Har Gefet. Po západních svazích hory vede izraelská bezpečnostní bariéra, která od počátku 21. století odděluje přilehlý Západní břeh Jordánu, kde v těsné blízkosti leží palestinská vesnice Faqqua.